# Stephan Paul Schneider
Stephan Paul Schneider (* 1958 in Bochum) ist ein deutscher Maler und Künstler.

## Leben
Schneider studierte Kunsterziehung, Philosophie und Freie Kunst an der Kunstakademie Düsseldorf/ Abteilung Münster (später Kunstakademie Münster) bei Wolfgang Kliege und Ulrich Erben. 1992 absolvierte er dort als Meisterschüler bei Ulrich Erben. Von 1992 bis 1997 unterrichtete er anschließend Malerei und Grafik an verschiedenen Akademien und Institutionen. 1997 gründete Stephan Paul Schneider die Freie Kunstakademie Rhein/Ruhr, welche er auch seit der Neugründung im Jahr 2001, unter dem Titel Freie Akademie der bildenden Künste Essen, leitet. Seit 2013 ist er ebenfalls Präsident der Hochschule der bildenden Künste Essen und Professor für das Fachgebiet Malerei/Grafik.

## Ausstellungen
Einzelausstellungen (Auswahl)
- 2017: Erinnerung und Entwurf – [Stille], Michaela Helfrich Galerie, Berlin
- 2010: Das utopische Archiv – Arbeiten 1984–2010, Galerie KU 28, Essen
- 1997: Jasim Gallery, Düsseldorf
- 1996: Atrium Galerie, Ralf Radtke, Krefeld
- 1995: Jasim Gallery, Düsseldorf
- 1992: Atelier Moering, Wiesbaden
- 1992: Stahlwerk, Galerie Neuffer, Essen
- 1989: Galerie Neuffer, Essen
- 1984: Henry-van-de-Velde-Gesellschaft, Hagen

Gruppenausstellungen (Auswahl)
- 2018: Schwarz, Galerie an der Ruhr, Mülheim
- 2017: Lehrer – Schüler, Kunstmuseum Gelsenkirchen
- 2013: Zwischenraum, Klassenprojekt der Klasse Schneider (MG3), fadbk, Essen
- 2007:  ... so nah und doch so fern, Akademiegalerie KU28, Essen, mit Andrea Blumör, Stefan-Reinhard Becker, Beate Marszallek, Andre Normann, Katharina Rüll, Gang Shi, Dulaan T engis (Katalog)
- 2006: kunstspur 06, freie kunstakademie, Essen (mit Beate Marszallek und Michael Seeling)
- 2001: restart, freie kunstakademie, Essen, mit Bernard Lokai, Michael van Ofen, Manfred Gieseler, Heinz Morszoeck, u. a.
- 1998: Forum bildender Künstler, Essen (mit K. Kohrasani, 1. Niederreiter, G. Marsch)
- 1997: Eröffnungsausstellung Aufbau Freie Kunstakademie Rhein/Ruhr, Essen, mit Manfred Gieseler, Bernard Lokai, Veit Johannes Stratmann u. a.
- 1996: Unterwegs, Kunstverein Krefeld
- 1995: We are happy to serve you, Kunsthalle Barmen, Wuppertal
- 1995: Never a Dull Moment, Galerie Bach & Gayk, Bochum
- 1994: Um Himmels Willen, Von der Heydt-Museum / Kunsthalle Barmen, Wuppertal, (Katalog)
- 1994: Ausstellung Bergischer Kunstpreis, Deutsches Klingenmuseum, Solingen (Katalog)
- 1993: Anschauungen, Galerie Bach & Gayk, Bochum, mit Yves Belorgey und Ioan Iacob
- 1992: Ausstellung Deutscher Kunstpreis der Volks- und Raiffeisenbanken, Schirn Kunsthalle, Frankfurt am Main (Katalog)
- 1990: 90 Künstler 90, Museum Bochum (Katalog)
- 1990: Ausstellung Karl Schwesig-Preis, Museum Gelsenkirchen (Katalog)
- 1988: Klasse, KunstVerein Gelsenkirchen
- 1987: Ausstellung Kunstpreis junger Westen Kunsthalle Recklinghausen (Katalog)
- 1987: Künstlerhaus Dortmund, mit Wolfgang Jelden und Michael Spilke
- 1982: Akademiestudenten im Kunstmuseum, Düsseldorf